# عصفور السطح (فلم)
عصفور السطح أو الحلفاويين (بالفرنسية: Halfaouine, l'enfant des terrasses) فيلم تونسي من إنتاج سنة 1990 وهو أول فيلم روائي طويل للمخرج فريد بوغدير. تدور أحداث الفيلم في حي الحلفاوين الشعبي والعتيق حيث يعيش نور بطل الفيلم فترة ماقبل المراهقة. يبرز الفيلم الواقع الاجتماعي عبر اكتشافات نور من خلال أبناء حيه، أمه وقريباته، والده وبيئاته الاجتماعية.
حقق الفيلم نجاحا جماهيريا كبيرا وحصد عدة جوائز دولية في أمريكا، فرنسا، إيطاليا، إسبانيا، مصر...

## وصلات خارجية
- عصفور السطح على موقع IMDb (الإنجليزية)
- عصفور السطح على موقع قاعدة بيانات الأفلام العربية
- عصفور السطح على موقع ألو سيني (الفرنسية)
- عصفور السطح على موقع Turner Classic Movies (الإنجليزية)
- عصفور السطح على موقع أول موفي (الإنجليزية)
- عصفور السطح على موقع فيلمافينيتي (الإسبانية)
- عصفور السطح على موقع قاعدة بيانات الأفلام السويدية (السويدية)
- عصفور السطح على موقع قاعدة بيانات الفيلم (الإنجليزية)
- عصفور السطح على موقع ليتربوكسد (الإنجليزية)
- عصفور السطح على موقع كينوبويسك (الروسية)